# Metec–Solarwatt p/b Mantel
Metec–Solarwatt p/b Mantel (UCI kód: MET) je nizozemský cyklistický UCI Continental tým, jenž vznikl v roce 2012.

## Soupiska týmu
K 1. lednu 2022
- Huub Artz (NED) (* 14. května 2002)
- Victor Broex (NED) (* 31. ledna 2000)
- Thijs de Lange (NED) (* 25. listopadu 1994)
- Hartthijs de Vries (NED) (* 11. července 1996)
- Tibor del Grosso (NED) (* 27. července 2003)
- Jordan Habets (NED) (* 15. listopadu 2001)
- Lars Hohmann (NED) (* 5. září 2001)
- Roan Konings (NED) (* 4. dubna 2003)
- Tim Marsman (NED) (* 4. října 2000)
- Thomas Mijnsbergen (NED) (* 15. srpna 2002)
- Rick Ottema (NED) (* 25. června 1992)
- Jaap Roelen (NED) (* 1. ledna 2002)
- Rens Tulner (NED) (* 26. února 1998)
- Axel van der Tuuk (NED) (* 25. května 2001)
- Niels van Ekeren (NED) (* 9. března 2000)
- Hidde van Veenendaal (NED) (* 3. února 2001)

## Vítězství na národních šampionátech
2012
 Nizozemská časovka, Peter Koning
2019
 Nizozemský silniční závod do 23 let, David Dekker
2022
 Nizozemská časovka do 23 let, Axel van der Tuuk